# UTC+10:00

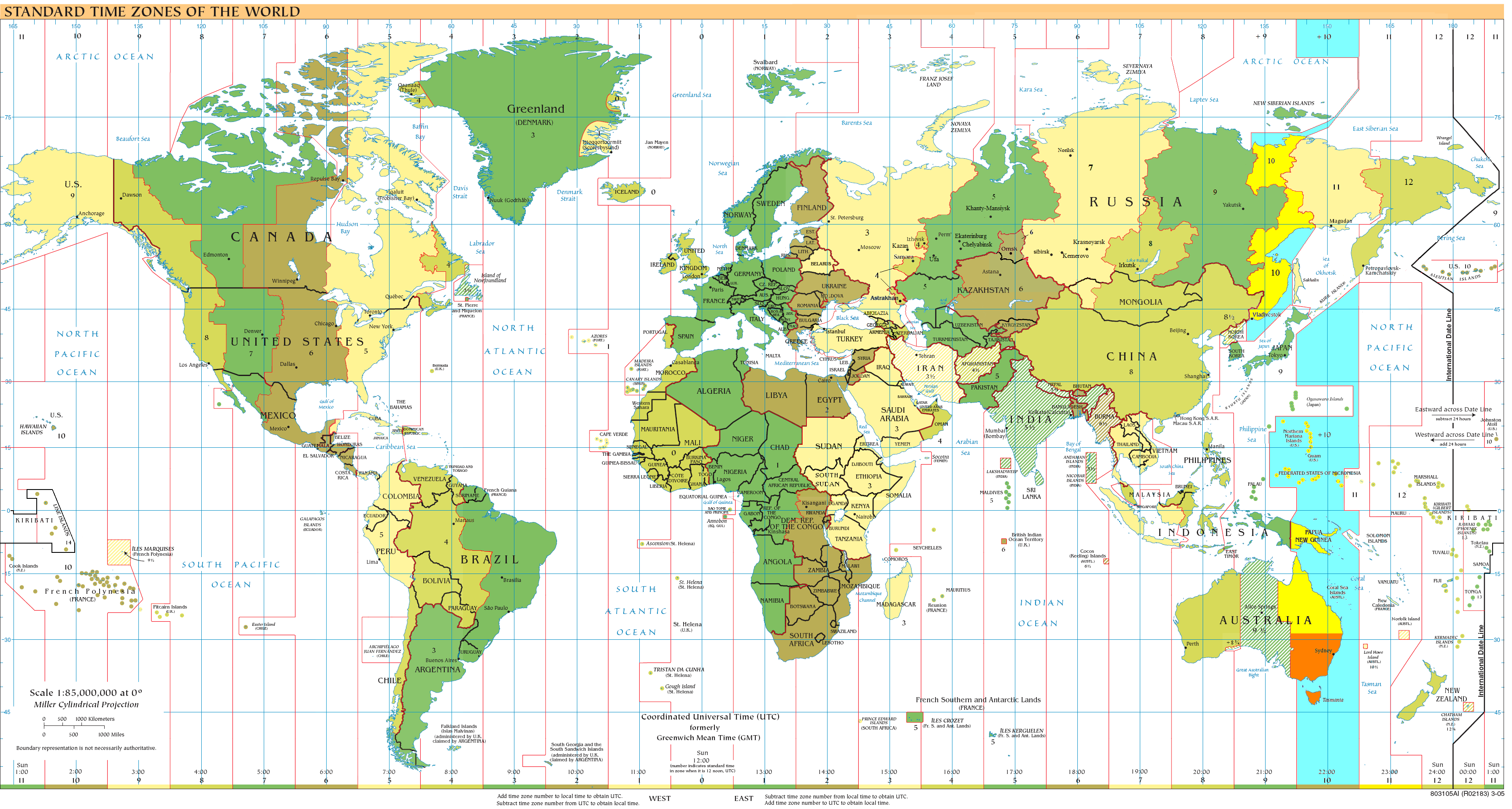
UTC+10:00

UTC+10:00 (K – Kilo) – strefa czasowa, odpowiadająca czasowi słonecznemu południka 150°E.
W strefie znajduje się m.in. Brisbane, Canberra, Chabarowsk, Port Moresby, Sydney i Władywostok.

## Strefa całoroczna
Australia i Oceania:
- Australia (Queensland)
- Guam
- Mariany Północne
- Mikronezja (stany Chuuk i Yap)
- Papua-Nowa Gwinea

Azja:
- Rosja (Kraj Chabarowski, Kraj Nadmorski, Żydowski Obwód Autonomiczny, obwód magadański, środkowo-wschodnia część Jakucji, Sachalin i południowe Wyspy Kurylskie)

## Czas standardowy (zimowy) na półkuli południowej
Australia i Oceania:
- Australia (Australijskie Terytorium Stołeczne oraz stany Nowa Południowa Walia (bez miasta Broken Hill oraz wyspy Lord Howe), Tasmania i Wiktoria)